# Miroslava Vlčková
Miroslava Vlčková (* 25. listopadu 1950) je česká politička, v letech 1998 až 2006 poslankyně Poslanecké sněmovny PČR, v letech 2008 až 2016 zastupitelka Olomouckého kraje, členka KSČM.

## Biografie
V komunálních volbách roku 1994, komunálních volbách roku 1998, komunálních volbách roku 2002 a komunálních volbách roku 2014 byla zvolena do zastupitelstva obce Sobotín za KSČM.
Ve volbách v roce 1998 byla zvolena do poslanecké sněmovny za KSČM (volební obvod Severomoravský kraj). Mandát obhájila ve volbách v roce 2002. Byla členkou sněmovního výboru pro veřejnou správu, regionální rozvoj a životní prostředí. V parlamentu setrvala do voleb v roce 2006. Angažovala se v otázce deregulace nájmů a ochrany nájemníků. V roce 2001 média informovala, že Vlčková pronajímá svou kancelář v Šumperku místní pobočce Klubu českého pohraničí, který byl považován za nacionalistickou, protiněmeckou organizaci. Vlčková odmítla věc komentovat. Představitel Klubu českého pohraničí, ale nesouhlasil s tím, že by jejich organizace byla nacionalistická a poukázal, že KSČM byla jedinou stranou, která jim vyšla vstříc při hledání vhodných prostor.
V krajských volbách roku 2008 a znovu v krajských volbách roku 2012 byla zvolena do Zastupitelstva Olomouckého kraje za KSČM. Naopak v krajských volbách v roce 2016 se jí nepodařilo za KSČM obhájit post krajské zastupitelky.